# Pindamonhangaba
Pindamonhangaba è un comune del Brasile nello Stato di San Paolo, parte della mesoregione della Vale do Paraíba Paulista e della microregione di São José dos Campos.
Il comune è situato in una delle aree più produttive del Brasile, tra San Paolo del Brasile e Rio de Janeiro. Il toponimo deriva dalla lingua tupi.

## Geografia fisica
Clima tropicale; temperatura media durante l'anno: 27 °C.